# دائرة المقرن
دائرة المقرن هي إحدى دوائر ولاية الوادي الجزائرية. تتكون من بلديتين بلدية المقرن وبلدية سيدي عون
اغلب سكان الدائرة يمتهنون الفلاحة والتجارة.
توجد بها قرية سيدي عون من بين أقدم قرى ولاية الوادي.